# Rai (fiume)
Il fiume Rai è un corso d'acqua della provincia di Belluno, affluente di sinistra del Piave.
Il fiume nasce dal Lago di Santa Croce, di cui è l'unico emissario, ad una quota di 386 m s.l.m. e sfocia nel Piave a Cadola (Ponte nelle Alpi) a 380 m s.l.m., dopo un corso di 6,36 km.
 Il fiume scorre prevalentemente con direzione sud-nord: in particolare il primo tratto è marcatamente rettilineo: questa caratteristica è riconducibile al fatto che il Rai nacque come canale artificiale, scavato nel 1770, per permettere la fluitazione del legname dell'Alpago nel Piave e da qui fino alla laguna di Venezia.
Persa la funzione di via d'acqua per il trasporto delle merci, il fiume contribuisce ora a garantire il mantenimento del livello ottimale del Lago di Santa Croce. La portata, essendo regolabile tramite la diga che delimita a nord il bacino, risulta piuttosto costante; una delibera del 2004 ha fissato in 0,44 m³/s e 0,70 m³/s le portate minime per garantire il minimo deflusso vitale.